# Certified Crunk
Certified Crunk è il quinto disco registrato da Lil Jon, album del 2003

## Tracce
1. Stop Trippin' (featuring Ludacris)
2. Get Crunk
3. Crunk 107.9 (Intro)
4. Who U Wit (Eastside Girlz featuring Lil Jon & The East Side Boyz)
5. Bounce Dat
6. Get Crunk Radio  (featuring Jermaine Dupri)
7. One On One  (featuring Ying Yang Twins)
8. Pussy Nigga  (featuring Hitman Sammy Sam)
9. Cup Up
10. Don't Feel Me Yet
11. Radio Check [Remix]
12. DA 60' Clock [Remix]
13. 107.9 Radio  (featuring Organized Noize)
14. Lil'Jon Megamix  (featuring Jazzy Pha)
15. Da Jump Off [Bonus Track]  (featuring No Surrender, 404 Soldierz, Killer Mike)

## Critica
| Recensione su   | Giudizio |
| --------------- | -------- |
| All Music Guide | link     |